# Volonté de fer
Pour plus de détails, voir Fiche technique et Distribution.
Volonté de fer (Iron Jawed Angels) est un téléfilm américain réalisé par Katja von Garnier, sorti en 2004.

## Synopsis
Alice Paul et Lucy Burns reviennent aux États-Unis après avoir participé au mouvement des suffragettes à travers le Women's Social and Political Union en Angleterre.

## Fiche technique
- Titre : Volonté de fer
- Titre original : Iron Jawed Angels
- Réalisation : Katja von Garnier
- Scénario : Jennifer Friedes, Sally Robinson, Eugenia Bostwick-Singer et Raymond Singer
- Musique : Reinhold Heil et Johnny Klimek
- Photographie : Robbie Greenberg
- Montage : Hans Funck
- Production : Len Amato, Lydia Dean Pilcher, Robin Forman Howard et Paula Weinstein
- Société de production : Blue Dominion Productions, Bluebird House, HBO Films et Spring Creek Productions
- Pays :  États-Unis
- Genre : Biopic, drame et historique
- Durée : 123 minutes
- Première diffusion : 
  -  États-Unis : 15 février 2004

## Distribution
- Hilary Swank : Alice Paul
- Margo Martindale : Harriot Eaton Stanton Blatch
- Anjelica Huston : Carrie Chapman Catt
- Frances O'Connor : Lucy Burns
- Lois Smith : Anna Howard Shaw
- Vera Farmiga : Ruza Wenclawska
- Brooke Smith : Mabel Vernon
- Adilah Barnes : Ida Wells-Barnett
- Laura Fraser : Doris Stevens
- Molly Parker : Emily Leighton
- Lois Sanders : Nancy Barkin
- Joseph Adams : le sénateur Leighton
- Patrick Dempsey : Ben Weissman
- Julia Ormond : Inez Milholland
- Bob Gunton : le président Woodrow Wilson
- Candy Dennis : Ellen Wilson
- Vinny Genna : Fiorello La Guardia
- Dylan Chaikin : Michael Weissman
- Carrie Snodgress : Mme Paul
- Jolene Carroll : Mme Lewis
- Michelle Jones : Katherine Cosu
- Dawn Westbrook : Hazel
- Sarah Roberts : Victoria
- Heather McCorkindale : Katherine
- Michelle Saunders : Paula
- Timothy Rice : le juge Mahoney
- Isa Thomas : Herndon
- Tom Wiggin : Whittaker
- Robert C. Treveiler : l'avocat O'Brien
- Rick Warner : Dr White
- Trevor Gagnon : Francis
- Ray Schreiner : Fleming
- Glenn T. Crone : Turner
- Peter Berinato : Harry T. Burn

## Distinctions
Le film a été nommé pour cinq Primetime Emmy Awards et trois Golden Globes et a remporté le Golden Globe de la meilleure actrice dans un second rôle dans une série, une mini-série ou un téléfilm pour Angelica Huston.